# Obecní park Bolelouc
Obecní park Bolelouc je malý městský/obecní park ve vesnici Bolelouc patřící do městysu Dub nad Moravou v okrese Olomouc. Nachází se v údolí na levém břehu řeky Moravy v jejím říčním korytě v mezoregionu Hornomoravský úval, v etnickém regionu Haná a v Olomouckém kraji.

## Historie a popis místa
Obecní park Bolelouc vznikl v rámci projektu Evropských fondů pro regionální rozvoj (ERDF) jako úspěšná revitalizace již nepoužívaného pozemku místní skládky vedoucí k „ozdravení“ životního prostředí v intravilánu Bolelouce. Reliéf, původně urbanizované krajiny pozemku parku, byl vytvořen terenními a sadařskými úpravami ukončenými v roce 2013. Park je využíván k relaxaci a sportovním aktivitám a má bezbariérový přístup. Je zde vysazeno cca 285 kusů listnatých keřů, 45 kusů listnatých stromů, založen luční trávník, vybudované stezky a přístřešek na vyhlídce u silnice. Mezi nejatraktivnější druhy listnatých stromů patří javor babyka, javor mléč, bříza bělokorá, buk lesní, třešeň ptačí, střemcha obecná, jeřáb muk, lípa velkolistá, dub letní a dub zimní.

## Další informace
Místo je celoročně volně přístupné a jeho součástí je naučná stezka Bolelouc zaměřená na vysazené stromy s jejich popisem v čěštině a polštině.

## Galerie

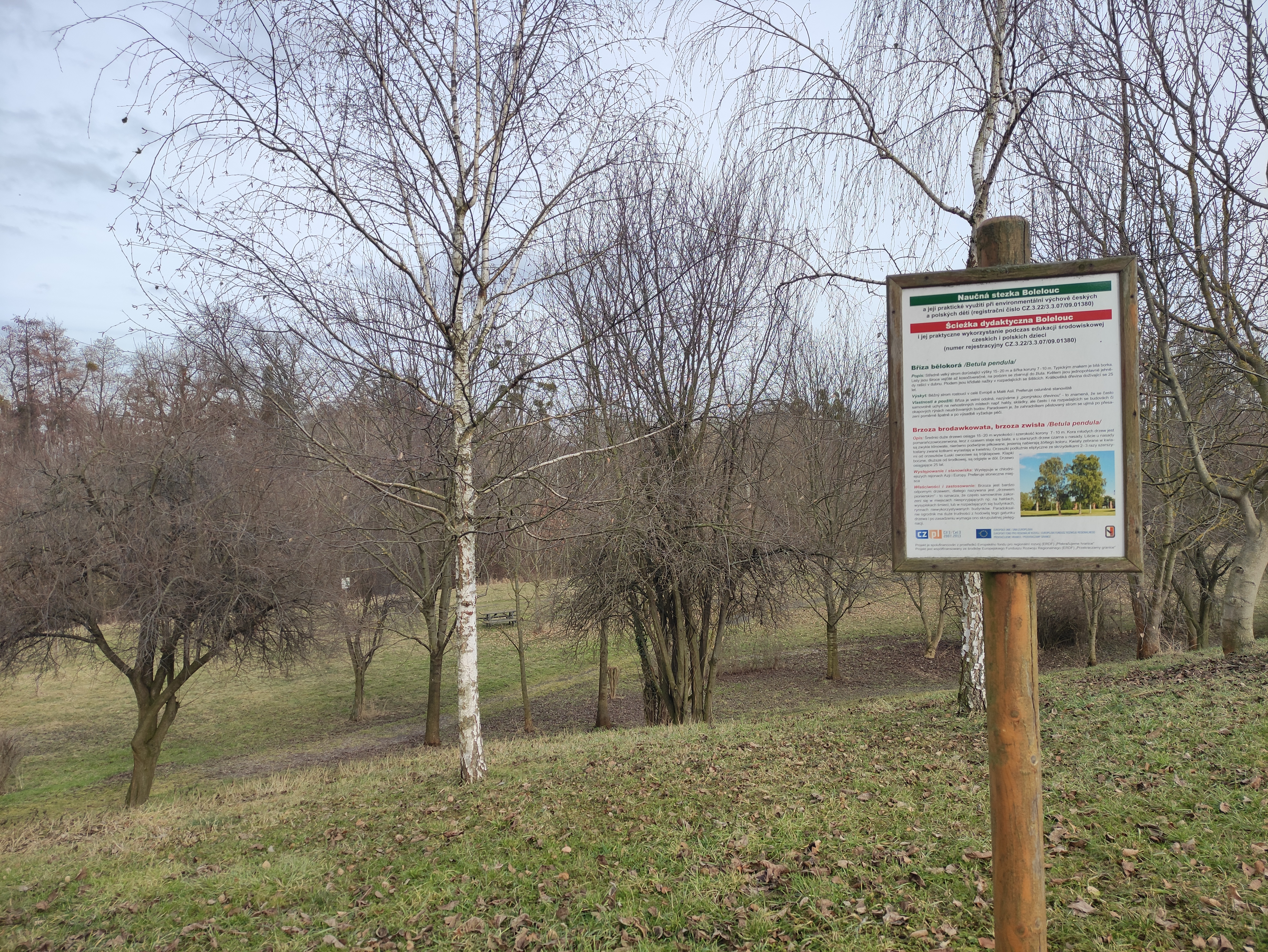
Naučná stezka Bolelouc
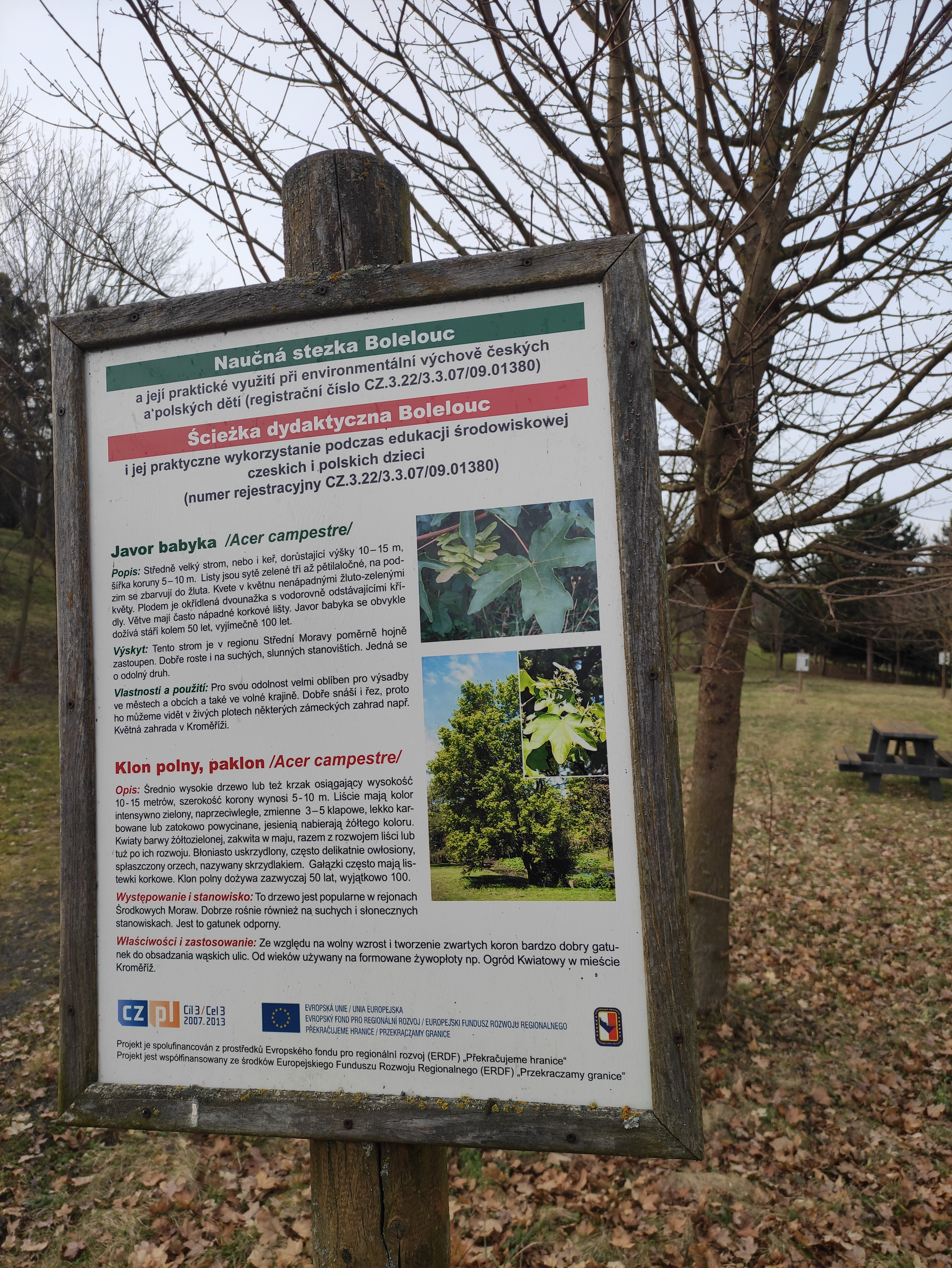
Naučná stezka Bolelouc